# Ліпатов Генрі
Ге́нрі Ліпа́тов — режисер, продюсер, актор, кліпмейкер, артист, засновник кінокомпанії "BeverlyFilms". 
музичних кліпів. Режисер, продюсер, VFX-супервайзер таких музичних кліпів, як "Limitless" Дженніфер Лопес, "I am phenomenal" і "Frame" Eminem, "Heartbeat" Келлі Кларксон," Privacy"," Questions", "Tempo" Кріса Брауна і багатьох інших.
2000-по теперішній час  режисер, кліпмейкер.
2005-2011: фронтмен гурту "NoraLasso"
2011-2019: фронтмен гурту "7EVER"
На даний момент будує режисерську і музичну кар'єру в Лос Анжелесі, Каліфорнія.

## Біографія
Народився 10 квітня 1982 року в місті Іваново, Росія.  Батько Генрі, Євген Геннадійович Ліпатов, військовослужбовець в КВЗРИУ перевозить сім'ю (Олену Віталіївну Ліпатову і брата Генрі: Віталія Євгеновича Ліпатова) до Києва, Україна.
Першу свою музичну групу, створює, навчаючись в Київській гімназії.  З 6 років Генрі вчиться грати на гітарі, акордеоні, барабанах.  Після закінчення школи в 1999 році, Генрі здобуває юридичну освіту в Національному Аграрному Університеті, за спеціалізацією Авторські і Суміжні Права.
У 2004-2009 роках працює на студії "З ранку до ночі", "Propeller Production", кінокомпанії "FilmUA".
У 2005 році створює аудіовізуальну компанію "FameCube Visuals" по виробництву спецефектів для відеокліпів, кіно і реклами.
У серпні 2009 року Генрі співпрацює з відомою українською співачкою Тіною Кароль та її піснями «Не бойся мальчик », «Шиншилла», «Боль».
У 2011 році гурт "NoraLasso" бере участь в шоу «Свіжа Кров» на музичному телеканалі України «М1», ментором групи на цьому шоу стає Кузьма Скрябін, дуетом з яким, після шоу гурт випускають пісню «Веером», що отримала ротації на радіо і  телебаченні України. Гуртом "NoraLasso" за час його існування, було випущено 3 студійні альбоми: «Бомба-Ртуть», «Малышка», «7 месячный Дней».
У 2012 році Генрі створює новий музичний проект "7EVER" і в світ виходять сингли «Do not Close Your Eyes", "Save Me", "Time".  Восени цього ж року виходить альбом гурту.
У 2013 році гурт "7EVER" випускає сингли "Stone", "To From", "We Are Free".
У 2014 році, Генрі починає кар'єру режисера і переїжджає жити до Каліфорнії, м. ЛосАнжелес.
У Голлівуді він створює кінокомпанію «BeverlyFilms», і працює над проектами Jennifer López, Eminem, Kelly Clarkson, Chen Hong, Chris Brown, 50 Cent, Why Do not We, A Boogie Wit Da Hoodie, Linkin Park, Illenium, Azaelia Banks,  21 pilots, Florida Georgia Line, French Montana, Fallout Boy, Demi Lovato, Riff Raff, Sum41, Tokio Hotel, Ty Dolla Sign, Wiz Khalifa, Afrojack, Tungevaag and Rabban, Eva Shaw, Incubus, Bishop Briggs, Derek Hough, Camila,  Machine Gun Kelly, 5 Seconds of Summer, Fat Joe, Bruce Vine, Migos, Showtek, Wyclef Jean, Marco Antonio Solis.
У грудні 2019 року Генрі створює компанію "BeverlyFilms Animation" і починається робота над першим анімаційним проектом - мультсеріалом «Pinky Phone".
На початку 2020 року, в Голлівуді, кінокомпанією «BeverlyFilms" починається робота по створенню двох повнометражних фільмів "Transitions" і "Lost Fantasies".
Так само, на початку 2020 року Генрі Ліпатов починає сольну музичну кар'єру.

## Режисура
| Рік  | Назва                                              | Виконавець             |
| ---- | -------------------------------------------------- | ---------------------- |
| 2014 | Chasing Time                                       | Azealia Banks          |
| 2014 | Love Who Loves You Back                            | Tokio Hotel            |
| 2015 | Phenomenal                                         | Eminem                 |
| 2015 | Heartbeat Song                                     | Kelly Clarkson         |
| 2015 | 21 pilots                                          | Twenty One Pilots      |
| 2015 | Sippin’ On Fire                                    | Florida Georgia Line   |
| 2015 | Moses ft                                           | French Montana         |
| 2015 | La Vida Entera                                     | Marco Antonio Solís    |
| 2016 | Irresistible ft                                    | Fall Out Boy           |
| 2016 | Carlos Slim                                        | Riff Raff              |
| 2016 | Fake My Own Death                                  | Sum 41                 |
| 2017 | Good Goodbye                                       | Linkin Park            |
| 2017 | Ty Dolla $ign & Wiz Khalifa - Brand New            | Ty Dolla Sign          |
| 2017 | No Tomorrow ft. Belly, O.T. Genasis, Ricky Breaker | Afrojack               |
| 2017 | Bad Boy                                            | Tungevaag, Raaban      |
| 2017 | Nimble Bastard                                     | Incubus                |
| 2017 | The Way I Do                                       | Bishop Briggs          |
| 2017 | Hold On                                            | Derek Hough            |
| 2017 | The Gunner                                         | Machine Gun Kelly      |
| 2018 | Limitless                                          | Дженніфер Лопес        |
| 2018 | Tempo                                              | Браун, Крис            |
| 2018 | Get The Strap                                      | 50 Cent                |
| 2018 | Eva Shaw - 'NT NT'                                 | Eva Shaw               |
| 2018 | Want You Back                                      | 5 Seconds Of Summer    |
| 2018 | Dre - Attention                                    | Fat Joe                |
| 2018 | Casper                                             | Takeoff                |
| 2018 | MOTi - Down Easy                                   | Showtek                |
| 2018 | Get The Strap                                      | 6ix9ine                |
| 2018 | MOTi - Down Easy                                   | Wyclef Jean            |
| 2018 | Estaré Contigo                                     | Marco Antonio          |
| 2019 | Unbelievable                                       | Why Don't We           |
| 2019 | Look Back At It                                    | A Boogie Wit Da Hoodie |
| 2019 | Good Things Fall Apart                             | ILLENIUM               |
| 2019 | La La Land ft. YG                                  | Bryce Vine             |
| 2020 | Fin Del Mundo                                      | Giselle Torres         |
| 2020 | The Light                                          | Joey Bada$$            |
| 2020 | Bryson                                             | NLE Choppa             |
| 2020 | B.Y.S.                                             | keshi                  |

## Фільмографія
| Рік  | Назва               |
| ---- | ------------------- |
| 2018 | A TRICKY TREAT      |
| 2018 | COLOR OF SOULS      |
| 2018 | FUTURE WORLD        |
| 2018 | THE SECRET GAME     |
| 2018 | MORNING AFTER       |
| 2018 | AMERICAN WARFIGHTER |
| 2019 | LA RUSH             |
| 2019 | HELL TO PAY         |
| 2019 | YOU ARE MY PERSON   |
| 2019 | WING BEAT           |
| 2019 | COCAINE SISTERS     |
| 2020 | Half White (2020)   |
| 2021 | Innocent Voice      |
| 2021 | Obscura             |

## Нагороди
У 2015 році на "Cannes Film Festival", Генрі отримує нагороду за Кращі Візуальні Ефекти в фільмі "Tricky Treat".
У листопаді 2018 року на "CKF International Film Festival", Генрі отримує премію «Режисер Року» за музичний кліп "Wanna Be Younk" гурту 7EVER спільно з SID Wilson (діджей гурту "Slipknot").
У грудні 2018 року на «South Film and Arts Academy Festival" музичний кліп "Wanna Be Younk" отримує Нагороду "Best Music Video"
У січні 2019 року, Генрі Ліпатов отримує нагороду "Music Video of the Year" за музичний кліп "Wanna Be Younk".

## Акторська кар'єра
У січні 2015 року Генрі знімається в кліпі Kelly Clarkson - Heartbeat Song, який виходить на RCA Records і набирає 76 мільйонів переглядів на Youtube.
У липні 2017 року Генрі разом з голлівудським актором Jerry G. Angelo ( "War Fighter") знімаються в головній ролі в короткометражному фільмі «Color of Souls" режисером якого став шведський режисер David Alexandersson.
У грудні 2017 року Генрі продюсує і знімається в трилері "The Secret Game", режисера Raaw Horan.
У березні 2018 року Генрі грає в головній ролі музичного комедійного фільму "Magic7".
У листопаді 2018 року Генрі грає роль діджея у фільмі "LA RUSH" з Elijah Wood в головній ролі.  Режисер: Jason Yee.